# 林亮君
林亮君 （1989年12月25日—），中華民國政治人物，民主進步黨籍，現任臺北市議會議員，同時也是「二〇四六 台灣」成員。曾任時代力量立法委員林昶佐國會辦公室特助、民進黨臺北市議員簡余晏助理及島國前進發起人之一。社會民主黨臺北市議員苗博雅為其遠房表姊。

## 早年
林亮君出生於臺北市中山區馬偕醫院，就學於八里聖心國小、聖心女中附設國中部。就讀臺北市立中山女子高級中學時，在校園歌唱比賽「楓之聆」獲得冠軍，並以市長獎畢業。高中畢業等待大學入學的暑假期間，開始於時任台北市議員簡余晏的辦公室擔任議員助理，與顏若芳為同事。大學就讀國立臺灣師範大學企業管理學系，為該學系第一屆學生，並擔任系學會會長。2010年，入圍福爾摩沙基金會舉辦之「親善大使培訓營」，赴美國華府培訓。
就讀國立清華大學科技法律研究所時，曾參與原住民族傳統智慧創作保護研究計畫及許多社會運動，包括太陽花學運、割闌尾計畫，並在憲法133實踐聯盟擔任媒體聯絡人。太陽花學運結束後與陳為廷、林飛帆、黃國昌等學運成員共同發起成立島國前進。2014年獲陳文成基金會「社會關懷獎學金」。她的畢業論文是《「臺灣關係法」之理論與實踐—從占領論的觀點出發》（2017年）。

## 政治生涯
畢業後即進入林昶佐國會辦公室擔任特助，而後於2018年1月時代力量舉辦3週年黨慶公布第一波議員參選名單，代表時代力量參選台北市議員第四選區（中山區、大同區）。後以第三高票當選。
2018年3月15日，與多位多位時代力量市議員參選人共同成立「時代力量托育政策連線」，宣示為托育政策品質把關。2018年6月20日，林亮君於臉書發文質疑台北市長擬參選人姚文智提出的「0元月票」政見跟免費有甚麼不同。2018年6月22日，針對文化大學宿舍案，時代力量台北市及新北市市議員參選人全員到齊在台北市政府前召開記者會，要求北市府明確回應爭議宿舍是否違法；並且盡速釐清關說爭議，不能因為外地學生沒有選票就漠視學生權益，落實居住正義。2018年6月25日，導演柯一正號召14位時代力量縣市議員參選人成立「捍衛空品連線」，針對立法院院會審查的空氣汙染防制法修正草案反映來自各地對修法的主張。2018年7月28日，林亮君競選總部舉辦開幕茶會，邀請柯文哲至現場進行市政交流，討論青年新創與勞動環境的問題。
2019年11月8日，宣布退出時代力量。
2022年9月1日，以無黨籍登記參選台北市議員，當選連任。
2023年9月18日，加入民主進步黨，推薦人為民主進步黨主席賴清德。

## 選舉紀錄
| 年度 | 選舉屆數               | 選舉區           | 所屬政黨 | 得票數 | 得票率 | 當選標記 | 備註 |
| ---- | ---------------------- | ---------------- | -------- | ------ | ------ | -------- | ---- |
| 2018 | 第十三屆臺北市議員選舉 | 臺北市第四選舉區 | 時代力量 | 18,256 | 9.87%  |          |      |
| 2022 | 第十四屆臺北市議員選舉 | 臺北市第四選舉區 | 無黨籍   | 13,817 | 7.70%  |          |      |

## 外部連結
- 林亮君的Facebook專頁
- （繁體中文） 林亮君網站 （页面存档备份，存于）
- 林亮君的Instagram帳戶
- YouTube上的林亮君頻道
- 臺北市議會林亮君議員簡介 （页面存档备份，存于）